# わがままなツバサ
『わがままなツバサ』は、中嶋ゆかによる日本の漫画作品。『ちゃお』（小学館）にて2011年6月号から同年11月号まで連載された。もともとは読み切りであったが、支持を得て連載化となった。単行本は全2巻で、第2巻には読み切り「ミルキーウェイの乙女たち」が併録されている。

## あらすじ
中学校に入学してまもなく、病気で死んでしまった紗良。死後、天国に行った紗良は、天使になると人の願いを叶えたりキケンから守ったりすることができる『祝福のチカラ』を持てることを知り、かつて自分を支えてくれた人たちへの恩返しがしたいという想いから、天使になることを決意した。
ところが、天国から授かった『翼』は口が悪く問題児とされている少年で、紗良は彼にふりまわされてばかり。そんな中、少年のさりげない優しさにふれた紗良は、彼にニコという名前をつけ、パートナーとして共に歩もうと呼びかける。でもニコは紗良のことを認めてくれなくて!?

## 登場人物
上野 紗良（うえの さら）
主人公。中学入学後間もなく病気で死んでしまった女の子。大切な人たちに恩返しをするため、天国へ行ってからは天使になることを志願する。最初はニコに心をひらいてくれなかったが、お互いにとってかけがえのないパートナーになっていく。
最終章では天使の仕事が実を結び、上級天使昇級の試練を受けることになるが、ニコの記憶が蘇ることで天使の資格を失ってしまう。
ニコ
翼の化身。天使の背中に宿ることで、祝福のチカラを発揮するが、反抗的という理由で天国では問題児扱いされていた。風の力を操る。名前は紗良がつけた。最初は、紗良を主と認めなかったが、徐々に認めていくようになる。
生前、交通事故に巻き込まれ両親を失い、自身も重い後遺症に苦しみ亡くなった過去がある。
木ノ下 彩（きのした あや）
紗良の親友。紗良とは家が隣同士でいつも一緒にいて紗良が入院したときは毎日お見舞いに行っていた。勉強もスポーツもできて紗良によく教えていた。文化祭で起きた火事に取り残されるが、紗良の祝福の力で助かった。
虎十郎（こじゅうろう）
紗良とニコの指導を担当する上級天使。お人よしな性格で情に流されやすく、自身も仕事でミスをすることが多いが、どうにも憎めない存在。下界で、沙良やニコを監視するときは犬に変身している。温厚な性格で怒ることは滅多にないが、番外編でシズクを僕（しもべ）と見下した天使に対して怒りをあらわにした。
シズク
番外編で登場。水の力を操る、虎十郎のツバサ。ロリータ系の服をまとった女の子の姿をしている。虎十郎のことが好きだが、彼は全く気づいていない。虎十郎がターゲットの少女と話をしているのにヤキモチをやき、隠れて彼を困らせようとする。虎十郎の言葉で自分は彼にとって特別なパートナーだということを知り、ずっと彼の傍にいることを決めた。
二村 直（ふたむら なお）
紗良が担当することになったターゲット。両親と妹の4人家族だったが、離婚して父親と暮らしている。両親が彼女の理解なしで離婚の話を進めていたため、自分は家族だと思われていないと思っていた。紗良の祝福の力で父親に自分の気持ちを伝えた。
紗良の母
直の任務で紗良が人間の姿に戻っている時に直と出会う。平日の午前中に直が学校をサボっている時に衝突してしまい、荷物を運んでくれたお礼として家に招いた。その直後陣痛が起き、直に病院まで運んでもらい無事紗良の妹を出産。
まりあ
番外編で登場。虎十郎が担当になったターゲット。彼氏とけんか中で、公園の噴水に彼を呼んで仲直りをしようとしていた。ところが噴水が故障していたため、謝る勇気が持てなくなっていた。虎十郎の祝福で、噴水は修復され彼氏と仲直りをした。
天使局長（てんしきょくちょう）
あらゆる天使を束ねる最高階級の天使。男性だが、女性的な外見をしている。紗良にツバサを授ける。
少年（しょうねん）
最終章ラストに登場。ニコの生まれ変わり。生まれた時に握っていた紗良の髪飾りのことを友人に話す。ニコとしての記憶、紗良と過ごした日々は失っていたが、彼女と交わした約束を覚えていた。
少女（しょうじょ）
紗良の生まれ変わり。少年と同じ髪飾りを持つ。男子に告白されていたが、いつか運命の人（ニコの生まれ変わり）に巡り会える日を待っているため断った。最後に同じ髪飾りを持つ少年と運命の出会いを果たした。

## 用語解説
天使
翼の主（あるじ）。祝福の力を与えられたターゲットをそばで見守りながら、その力でターゲットの願いが叶うように導くことを仕事としている。上下関係があり、主に下級天使、上級天使に分けられる。また、上級天使にも階級がある。
ツバサ
天使の僕（しもべ）。天使の背中に宿り、祝福の力を発揮する。人間の姿になれるが、天使と共に行動するのが原則のため翼でいることが多い。また、下級天使よりも身分が低いため、天使に支配されることが少なくない。
正体は天使に浄化された亡霊が、神の力で変化した姿。その際、前世の記憶も封印される。
天界・天国
死んだ人間が転生を待つ間、暮らす世界。かたちだけ下界と同じ生活をすることができるが、食べ物の味覚を感じることができない。
下界
生きてる人間が住んでいる世界。
天使の砂時計
砂が落ちるまでの24時間、下界の人間と同じになれる砂時計。使うときの掟は「生前交流のあった人間に会わないこと」。
祝福の力
天使が自然のエネルギーを利用して、人間に与える力。天使の祈りとツバサの力で発揮するが、力が強大なため独断で使うことは禁じられている。
ターゲット
祝福の力を与えるチャンスをもらった人間。
依頼書
天使が担当することになるターゲットのプロフィールが書かれてある紙のこと。依頼内容は書かれておらず、天使がターゲットを観察して見つけなければならない。内容は、落し物の回収から人の人生に関わるものまで様々である。依頼が成功するとクローバーの刻印が押される。

## 書誌情報
- 中嶋ゆか 『わがままなツバサ』 小学館〈ちゃおコミックス〉、全2巻[3]
  1. 2011年12月26日発売、ISBN 978-4-09-134245-4
  2. 2012年8月1日発売、ISBN 978-4-09-134576-9